# 坂東彦三郎 (9代目)
九代目 坂東彥三郞（くだいめ ばんどう ひこさぶろう、新字体：彦三郎、1976年〈昭和51年〉6月29日 - ）は、日本の歌舞伎役者、俳優。屋号は音羽屋。定紋は鶴の丸。替紋は結び八重片喰、九字菱直違。歌舞伎名跡「坂東彦三郎」の当代。本名は坂東 輝郷（ばんどう てるさと）。業務提携：松竹エンタテインメント。

## 人物
実父は坂東楽善。弟は三代目坂東亀蔵、岳父は嶋岡健治（元バレーボール選手・ミュンヘンオリンピック金メダリスト）。長男は六代目坂東亀三郎。父方の祖父は人間国宝・十七代目市村羽左衛門。二代目市村萬次郎・四代目河原崎権十郎兄弟は、父方の叔父にあたる。六代目市村竹松・市村光兄弟は、父方の従弟にあたる。
公称身長173cm・体重70kg・血液型O型。）。
趣味は一貫して、野球観戦・ヤクルトスワローズ・音楽鑑賞。
- ヤクルトスワローズと野球について
  - 一般的には「ヤクルトスワローズ」は野球観戦の範疇になるはずなのだが、後述した著作物からも分かる通り、プロ野球チーム「東京ヤクルトスワローズ」への熱狂的な愛ゆえに所属事務所の公式webサイト等でも趣味欄に独立してチーム名を公言。
  - 2014年4月より、サンケイスポーツ発行のタブロイド新聞『月刊 丸ごとスワローズ[11]』でコラム［いよっ！つばめ屋っ］を連載継続する程[12]、自他共に認めるスワローズ中毒者。新型コロナ禍以前は愛息子・六代目坂東亀三郎と一緒に明治神宮球場へ度々通う微笑ましい様子をSNSにUPする事もあった[13] [14]。
  - 2005年4月15日、五代目坂東亀三郎時代、ナゴヤドームで「阪神タイガースVS中日ドラゴンズ戦」の始球式を行った。
  - 2014年7月9日、五代目亀三郎時代、明治神宮球場で「中日ドラゴンズ VS 東京ヤクルトスワローズ戦」の始球式を行った[15]。
  - 2017年4月14日、九代目坂東彦三郎襲名前月に、ZOZOマリンスタジアムで「千葉ロッテマリーンズ VS 埼玉西武ライオンズ戦」の始球式を行った[16]。
  - 2019年2月19日、歌舞伎座ギャラリー（歌舞伎座タワー5階）にて、トークイベント『スワローズファンによる　スワローズのための　ファンミーティング in 歌舞伎座』を開催［出演：坂東彦三郎，松嵜麗(声優)］[17] [18] [19] [20]。
  - 2019年9月13日、歌舞伎座ギャラリー（歌舞伎座タワー5階）にて、トークイベント『坂東彦三郎の “どうした?!スワローズ!!” 』を開催［出演：坂東彦三郎，加藤俊一郎(サンケイスポーツ)／ゲスト：トクサン(野球YouTuber)，ライパチ(野球YouTuber)］[21] [22]。
  - 2020年6月10日、『彦三郎応燕情報収集用アカウント』の名称で、Twitterのサブアカウントを開設[23]。現在は削除。

2017年に父から、「坂東彦三郎」の名跡を譲られるとともに実子に自身が名乗った「坂東亀三郎」の名跡を譲った。これにより、楽善、彦三郎、亀蔵、亀三郎の親子三代、四人同時襲名を行った。

## 略歴
- 1981年12月、国立劇場・大劇場『第113歌舞伎公演　国立劇場開場十五周年記念』の通し狂言「菅原伝授手習鑑」のうち第二部「寺子屋の場」に祖父・十七代目羽左衛門が演じる武部源蔵と共に、『寺子』にて坂東輝郷の名で初お目見得[25]。
- 1982年5月、歌舞伎座『新装開場記念　團菊祭五月大歌舞伎』夜の部，北條秀司 作「淀君情史（梅幸・菊五郎父子の為に書き下ろした新作[26]）」に祖父・十七代目羽左衛門演じる信長の弟・織田有楽斎や父・八代目彦三郎演じる大坂城家臣茨木弾正と共に、『亀丸』にて五代目坂東亀三郎を名のり初舞台[27]。
- 2016年10月31日、坂東彦三郎一家親子三代・4名が同時に襲名並びに改名披露を、2017年5月に開催と発表[28] [29]。
- 2017年1月24日、七世尾上梅幸二十三回忌並びに十七世市村羽左衛門十七回忌の追善興行にて、彦三郎一家親子三代の襲名披露制作記者会見を実施[30] [31]。
- 2017年5月、歌舞伎座『團菊祭五月大歌舞伎　七世尾上梅幸二十三回忌追善・十七世市村羽左衛門十七回忌追善』昼の部「梶原平三誉石切｜十五世市村羽左衛門型」の『梶原平三景時』及び 夜の部「壽曽我対面」の『曽我五郎時致』にて、九代目坂東彦三郎を襲名[32] [33] [34] [35] [36]。
- 2024年9月、新国立劇場『夏祭浪花鑑』団七九郎兵衛にて、初座頭、通し狂言の初主役。

## 受賞歴
- 国立劇場特別賞
  - 1985年3月『京鹿子娘道成寺』所化
  - 1987年3月『実録先代萩』伊達亀千代
- 国立劇場優秀賞
  - 2005年6月『歌舞伎のみかた』解説と『毛抜』秦民部
  - 2010号3月『金門五山桐』順喜観
  - 2014年1月『三千両春駒曳（さんぜんりょうはるのこまひき）』小田家家臣宅間小平太
  - 2014年6月『ぢいさんばあさん』下嶋甚右衛門
  - 2017年6月『毛抜』八剣玄蕃
  - 2020年1月『菊一座令和仇討』大江志摩五郎
  - 2021年1月『四天王御江戸鏑』鳶の者やきいもの金と碓井靫負尉貞光
  - 2021年3月『時今也桔梗旗揚』小田上総介春永
  - 2023年1月『遠山桜天保日記』佐島天学
  - 2024年1月『梶原平三誉石切』大庭三郎
- 国立劇場奨励賞
  - 2011年7月『義経千本桜』渡海屋・大物浦の相模五郎
- 2009年(平成21年・第十二次) 重要無形文化財（総合認定）に認定され、伝統歌舞伎保存会会員となる[37]。

## 出演

### TVドラマ・配信
- 『刑事7人 SEASON5』2019年8月21日放送 - 八重樫慎吾（週刊誌の副編集長）役[38][39][40][41]。
- 『女子グルメバーガー部』初回2020年8月14日放送・第6話 - 足立竜二 役[42][43]。
- 『課長バカ一代』2020年1-3月放送・第1，7，9，10話 - 村上源二郎（松芝電機常務取締役）役[44][45][46]。
- 『まったり!赤胴鈴之助』2022年1月9日より放送中 - 千葉周作（鈴之助と雷之進の師匠）役 ＋ ナレーター兼務[47][48][49]。

### 映画・音楽
（※シネマ歌舞伎は別項とする）
- 『僕が君の耳になる[50]2021年6月25日公開，監督:榎本次郎 - 医師 役[51][52][53][54]。
- 『ハニーレモンソーダ』[55]2021年7月9日公開，監督:神徳幸治 - 担任教師兼生物教師 役[56]。
- 平成11年10月2日、Scream Of the Beast『山路～はじめてのおてつだい～』にコーラス参加。
- 平成12年6月10日、Scream Of the Beast『山路～はじめての出発～』にコーラス参加。
- 平成19年6月6日、Siva『焔』、題字の「焔」のデザイン。
- 平成19年7月4日、Siva 『紅蓮』、題字の「紅蓮」のデザイン。
- 平成19年8月1日、Siva 『朧火』、題字の「朧火」のデザイン。
- 平成19年12月19日、DVD『亀トーク 海賊版1』発売。
- 令和5年6月21日、cali≠gari『16』にコーラス参加。

## 著作・連載
- 月刊タブロイド新聞『丸ごとスワローズ』（サンスポ発行｜コラム［いよっ！つばめ屋っ］を連載中[57]｜2014年4月・9号 - ）
- 『絶対東京ヤクルトスワローズ！─スワチューという悦楽─』（さくら舎[58]出版｜パトリック・ユウとの共著｜2015年7月発売[59]）